# 부산온라인학교
부산온라인학교는 부산광역시 북구에 있는 공립 각종학교이다.

## 연혁
- 2025년 3월 1일 : 폐교된 옛 덕천여자중학교 자리에 개교[1]